# Beringungszentrale Hiddensee
Die Beringungszentrale Hiddensee ist eine staatliche Einrichtung im Auftrag des Landesamtes für Umwelt und Natur des Landes Mecklenburg-Vorpommern, Abt. Naturschutz mit Sitz in Güstrow. Sie ist für die Beringung von Vögeln im östlichen Ostseeraum, Nordostdeutschland und Ostdeutschland ohne Berlin zuständig.

## Geschichte

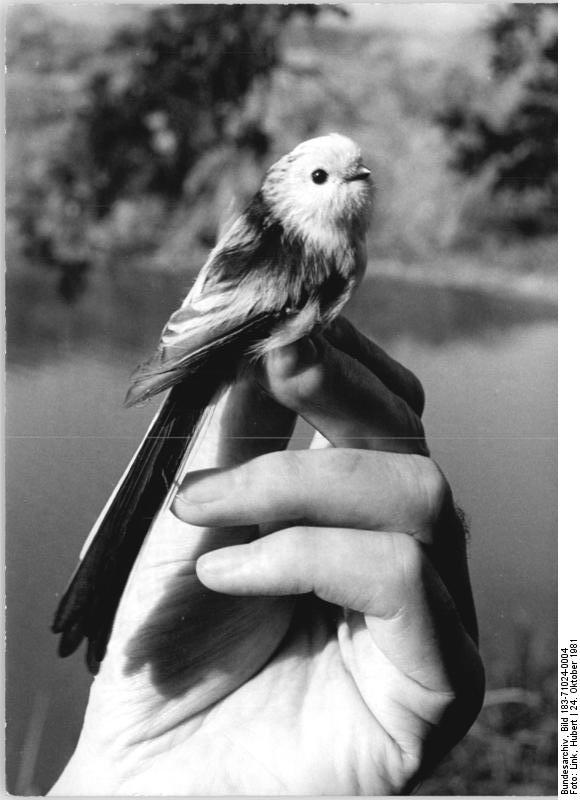
Schwanzmeise, beringt mit dem Hiddensee-Ring im Raum Magdeburg

Der Name Beringungszentrale Hiddensee leitet sich von der Vogelwarte des heute noch existierenden ornithologischen Forschungsinstituts der Universität Greifswald ab. Das Institut und die Vogelwarte auf der Insel Hiddensee wurden zu Beginn der 1930er Jahre als Biologische Forschungsanstalt Hiddensee gegründet. Seit den 1960er Jahren war die Vogelwarte Hiddensee die einzige rein ornithologisch ausgerichtete Forschungseinrichtung der DDR und gleichzeitig deren nationale Beringungszentrale, welche eigene Vogelringe ausgab.
Durch ein Verwaltungsabkommen sicherten die Bundesländer Mecklenburg-Vorpommern, Thüringen, Brandenburg, Sachsen und Sachsen-Anhalt 1994 die gemeinsame Finanzierung der Beringungszentrale Hiddensee. Seither arbeitet sie als eigenständige Einrichtung unter dem Dach des Landesamtes für Umwelt und Natur des Landes Mecklenburg-Vorpommern, Abt. Naturschutz.

## Arbeit
Die Vogelberingung der Beringungszentrale Hiddensee basiert auf der Mitarbeit vieler ehrenamtlicher Helfer. Neben der Beringung der Vogelwarte Hiddensee werden Vögel in allen angeschlossenen Bundesländern (Mecklenburg-Vorpommern, Brandenburg, Sachsen-Anhalt, Sachsen und Thüringen) markiert. In diesen Bundesländern darf ausschließlich von der Beringungszentrale Hiddensee beringt werden. Die Ringe tragen seit 1991 die Inschrift HIDDENSEE GERMANIA oder VOGELWARTE HIDDENSEE GERMANIA. Das Suffix bildet eine Schriftkombination aus zwei Buchstaben und bis zu sechs Zahlen. Daneben werden Farbringe für Großvögel (Großtrappen) verwendet, die abgelesen werden können, ohne den Vogel zu fangen.